# Gwara zagórzańska
Gwara zagórzańska (gorczańska) – gwara góralska, którą posługują się Zagórzanie. Została wprowadzona do literatury przez Władysława Orkana (1875–1930). Początkowo była ona zaliczana do tzw. pasa podgórsko-karpackiego, szczegółowe badania wykazały jednak, że jest blisko spokrewniona z gwarami podhalańsko-beskidzkimi. Posiada wiele cech wspólnych z dialektem małopolskim, a także z gwarą podhalańską. Gwara ta szczególnie nabiera cech podhalańskich we wsiach okolicznych dla Poręby Wielkiej. Według Józefy Kobylińskiej zasięg gwary bierze pod uwagę wszystkie wsie poza Olszówką, która posiada już gwarę podhalańską.